# سد پایین پانگلاونگ
سد پایین پانگلاونگ (به لاتین: Lower Paunglaung Dam) یک سد خاکی و سد در میانمار است که در Pyinmana, Zeyarthiri Township, Naypyidaw Union Territory واقع شده‌است.